# Houston Dynamo Football Club
El Houston Dynamo Football Club, también conocido como Houston Dynamo F. C. o simplemente Houston Dynamo, es un club de fútbol de la ciudad de Houston, Texas, Estados Unidos. Compite en la Conferencia Oeste de la liga Major League Soccer y disputa sus partidos como local en el estadio Shell Energy Stadium.
La franquicia fue establecida en 2005 y sus mayores triunfos fueron sus campeonatos de liga consecutivos en sus primeras dos temporadas. El equipo ha clasificado a los playoffs de la MLS en ocho de sus 13 temporadas jugadas, ganó su primera U.S. Open Cup en el 2018 y ha clasificado a la Liga de Campeones de la CONCACAF en cinco ocasiones.
La hinchada del equipo está compuesta por cuatro grupos de animación oficial: El Batallón (estilo barra), Bandera Negra, Texian Army (Ejército Texano) y The Surge. Las rivalidades más importantes son ante FC Dallas (Clásico Tejano), Austin FC y Sporting Kansas City.
El propietario mayor del equipo es Ted Segal junto a sus socios Lyle Ayes y James Harden. En noviembre del 2016, la revista Forbes clasificó al club como 10.º entre los 50 equipos más valiosos de América y como 5.º en Estados Unidos con una valoración de 215 millones USD.

## Historia
El equipo fue fundado el 15 de diciembre del 2005 cuando AEG, el entonces propietario, trasladó el San Jose Earthquakes a Houston tras fallidos intentos de asegurar un estadio con uso primario para el fútbol en la ciudad de San José. A pesar de que todos los jugadores y directores técnicos del equipo se trasladaron, no se conservó el nombre del equipo, la insignia ni los resultados históricos. El Houston era así un equipo nuevo.
El equipo ganó consecutivamente la MLS Cup en 2006 y 2007, las dos primeras temporadas de su historia, gracias a tener el mismo equipo que el Earthquakes de los años anteriores y que ya consiguió ser campeón.

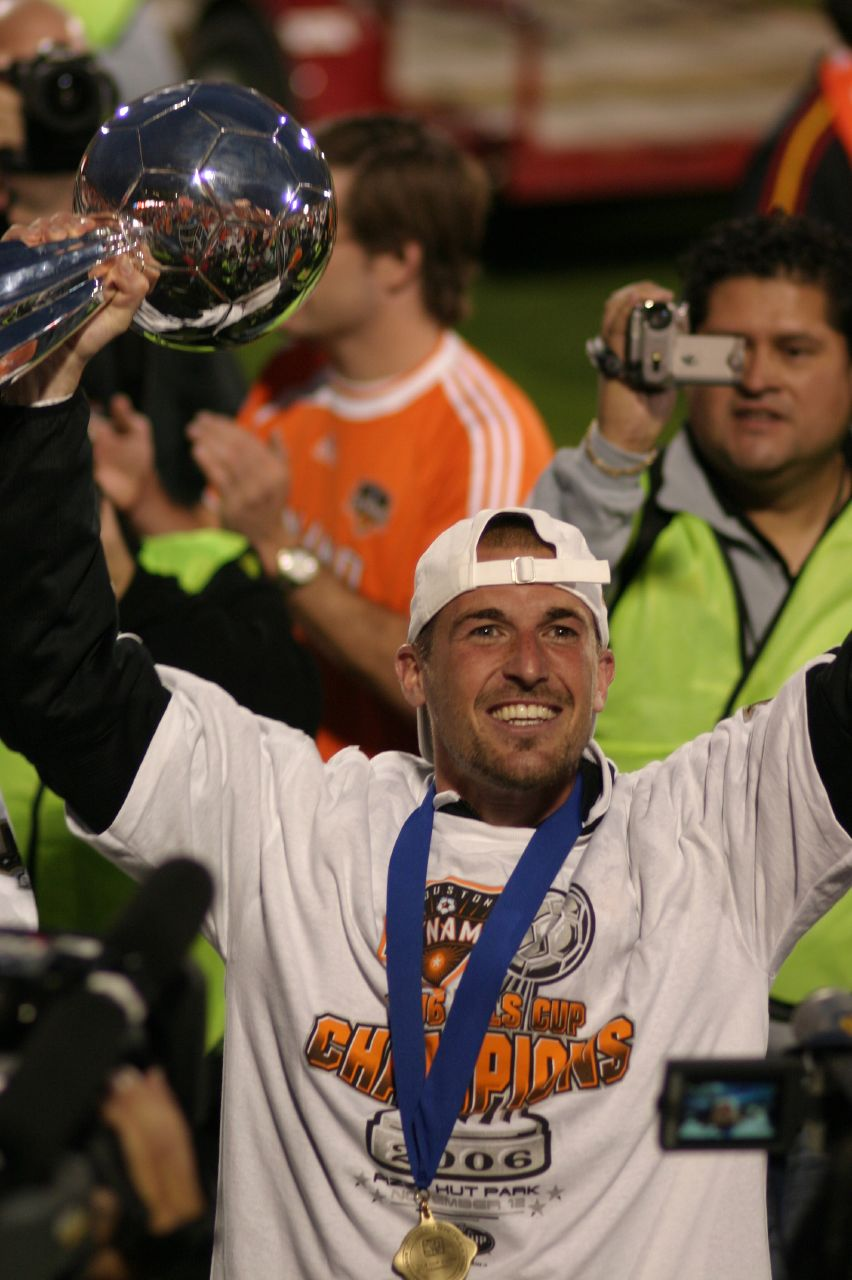
Paul Dalglish sostiene el trofeo conquistado de la Copa MLS 2006.

El Dynamo jugó su primer partido en la liga MLS el 2 de abril de 2006 en Robertson Stadium enfrente de 25,462 personas. El Houston le ganó al Colorado Rapids 5–2, con 4 goles de Brian Ching, asistido por Dwayne De Rosario. Más tarde en la temporada, Houston ayudó a establecer equipos en MLS como D.C. United, Los Angeles Galaxy, New England Revolution, Chicago Fire y FC Dallas.
El Houston acabó su primera temporada con un récord de 11-8-13, quedando en segundo lugar de la Conferencia Oeste. En la semifinal de conferencia derrotó Chivas USA. Le ganaron a los Colorado Rapids 3-1 en la final de la conferencia y pasaron a la final de la MLS Cup.
Houston le ganó a New England Revolution 4-3 en penales después que empataron 1-1 para poder ganar la MLS Cup el 12 de noviembre de 2006 en Pizza Hut Park en Frisco, Texas. Hasta la segunda mitad de tiempo extra fue cuando Taylor Twellman metió un gol para el Revolución. Un minuto después, Brian Ching jugador del Houston anotó gol de cabeza para el empate, y por primera vez en la historia de MLS, el campeonato se decidió por penales. Kelly Gray y Stuart Holden anotaron los primeros 2 penales para Houston. Dwayne De Rosario y Brian Ching metieron los últimos dos, el arquero Pat Onstad salvó el tiro de Jay Heaps y aseguró la MLS Cup para Houston. Como el equipo ganó la MLS Cup en el 2006, logró calificar para Liga de Campeones de la Concacaf 2007.

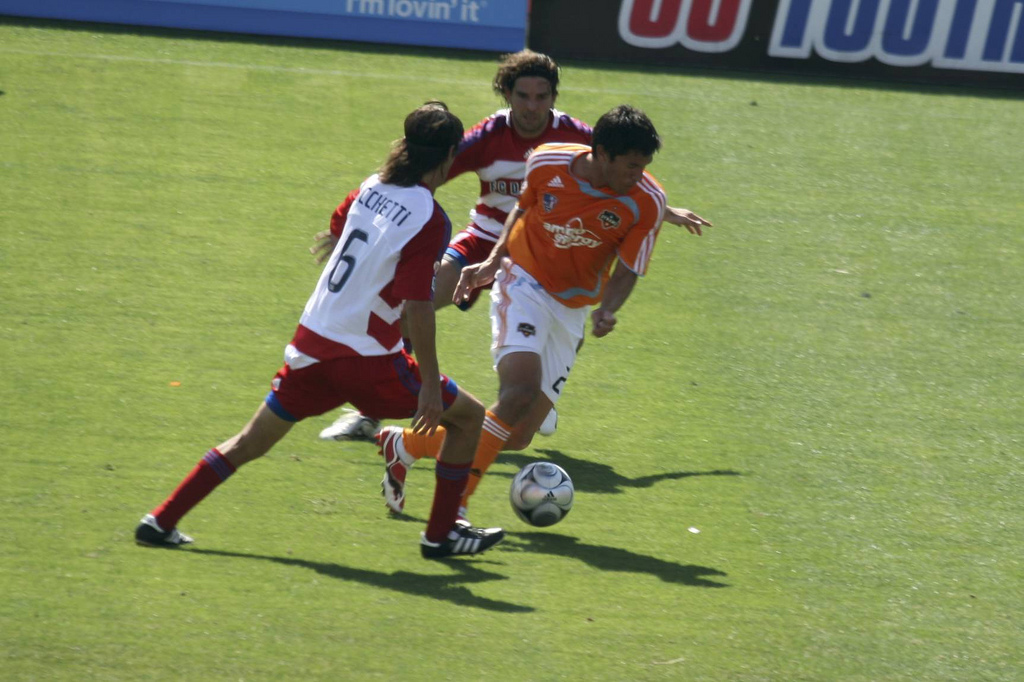
Brian Ching ante dos jugadores del FC Dallas.

Houston empezó la temporada del 2007 compitiendo en la Concacaf Liga de Campeones. Después de ganar en cuartos de final al Puntarenas F.C. de Costa Rica, luego fue eliminado en las semifinales por el Pachuca.

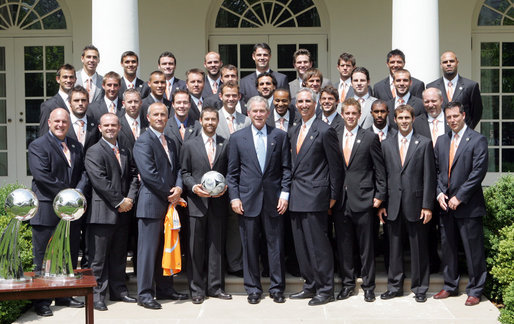
El Presidente George W. Bush con el Houston Dynamo campeón de la MLS Cup 2007.

Houston comenzó la temporada de la 2007 con empates contra de Los Angeles Galaxy y Chivas USA, después de luchar en la temporada normal, perdiendo contra New York Red Bulls, Chicago Fire, Toronto FC, y New England Revolution. Por su éxito de ganar la MLS Cup en su primera temporada, el club estuvo invitado a pasar el día en la Casa Blanca el 29 de mayo de 2007 y conocer al presidente George W. Bush.
Houston también participó en la inauguración Super Liga, donde dominaron los grupos, antes de perder la semifinal contra Pachuca, el equipo terminó en segundo lugar en la temporada regular en la Conferencia Oeste, con lo que clasificaron a Playoffs, donde se encontraron con  el Dallas en la primera ronda. Donde el rival ganó el primer partido, pero Houston ganó el segundo en el Robertson Stadium, en tiempo extra. Houston fue en contra de Kansas City Wizards en la final de conferencia, ganando 2-0 para poder pasar a la Copa MLS por segunda vez consecutiva. En el 2006 el Houston jugó contra el Revolution para el campeonato. Houston ganó 2-1 con el gol ganador de Dwayne De Rosario en la segunda mitad, con esto ganando su segunda MLS Cup.
A finales del 2007, Major League Soccer le informó a los responsables del Dinamo, Anschutz Entertainment Group, que deberían de despojar su intereses del club. El 26 de febrero de 2008 el presidente del Houston Dynamo Oliver Luck reveló el plan de la negociación informando que el equipo se iba manejar por los propietarios originales Anschutz Entertainment Group (quien tiene 50%) y también con nuevos propietarios Gabriel Brener, jefe de Brener International Group, y múltiple campeón de boxeo Oscar De La Hoya (cada uno con 25% de propiedad). De La Hoya lo han visto usando colores del Houston en su uniforme y con el escudo en su pierna derecha en su pelea en con Steve Forbes.

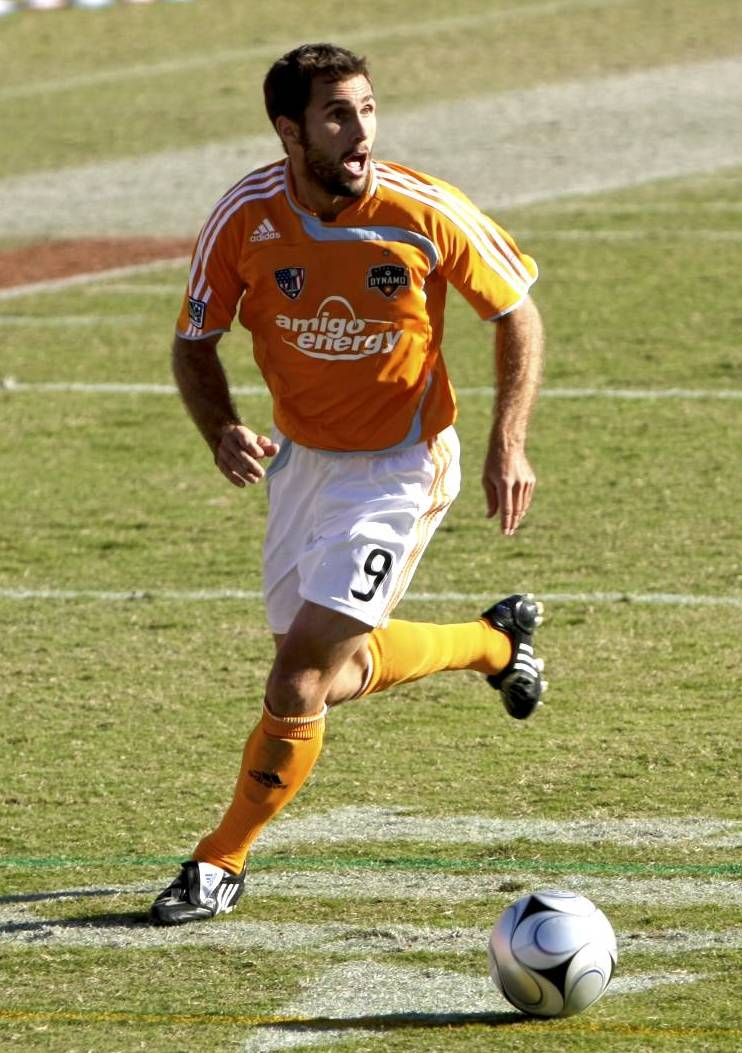
Brian Mullan vs New York Red Bulls en la semifinal de la Conferencia Oeste de 2008 en el Robertson Stadium.

Empezaron a competir temprano en el Pan-Pacific Championship empezando el 20 de febrero de 2008 en Honolulu, Hawái. Houston calificó para participar en el torneo después de haber ganado la Copa MLS, el club ganó el primer partido contra Sidney FC, antes de terminar en segundo lugar después de perder con Gamba Osaka en el último partido, el Dynamo estaba de vuelta en la cancha compitiendo en la copa CONCACAF. Houston ganó en los cuartos de final en Robertson Stadium.
Houston Dynamo empató en casa con el Dallas en el Clásico de Texas, después de haber estado en desventaja dos veces empatando en el minuto 93. Dynamo tenía récord de 0-2-4 antes de ganar su primer partido de la temporada contra del Colorado Rapids. La semifinal de la Conferencia Oeste se jugó contra New York Red Bulls, terminando el primer partido en empate en el Giants Stadium, y el segundo partido en Robertson Stadium donde los Toros rojos le ganaron al Houston enfrente de más 30,000 aficionados.
Dynamo empezó el año nuevo con una eliminación rápida de la Liga de Campeones de la Concacaf 2008-09 ante el Atlante de México en los cuartos de final. En la temporada normal, Houston llegó a tener 11 partidos invictos en su inicio antes de perder contra el Galaxy. Los de Houston  estaban inestables el resto de la temporada mientras tenían su competencia internacional, terminaron la temporada empatados en primer lugar. Sin embargo, acabaron en segundo lugar al perder la temporada regular contra el Galaxy. Antes de iniciar la temporada, Houston perdió a dos jugadores muy valiosos, Ricardo Clark que se fue al Eintracht Frankfurt de Alemania y de Stuart Holden al Bolton Wanderers inglés. 
La temporada del 2010 con un empate contra el Dallas en Pizza Hut Park, en el partidos contra Real Salt Lake, Brian Ching sufrió una fractura que lo dejó sin jugar de 4 a 6 semanas. Dynamo ganó el partido con un par de penales anotados por Brad Davis. Geoff Cameron fue el siguiente lesionado en la temporada, durante el partidos contra Chicago Fire; el cual ganó Chicago. Cameron regresó en agosto y anotó un gol de cabeza de un tiro libre contra el D.C. United. La mayoría de la temporada el Dinamo se mantuvo inestable y por primera vez no avanzó a los playoffs desde mudarse a Houston en 2005-06. 
Durante la temporada del 2010, el club continuó su temporada en la Copa Lamar Hunts U.S. Houston también compitió en la super liga ganando el grupo antes de salir al perder con Morelia en Robertson Stadium.
El Dynamo terminó la temporada del 2011 regular quedando en segundo lugar en la Conferencia Este con un récord de 12 partidos ganados, 9 perdidos y 19 empates con 49 puntos. Esto fue gracias al MVP Brad Davis que hizo 16 asistencias, además, en la semifinal de conferencia, el Houston jugó una serie contra de Philadelphia Union que ganó el Houston. En la final de conferencia, el Dynamo viajó a la ciudad de Kansas. Brad Davis se lastimó en la primera mitad pero el equipo pudo seguir y meter dos goles que fue su boleto para entrar a la final de MLS con una chance de jugar contra el Galaxy. El Home Depot Center fue seleccionado para usar la cancha en la final de la liga en 2011.

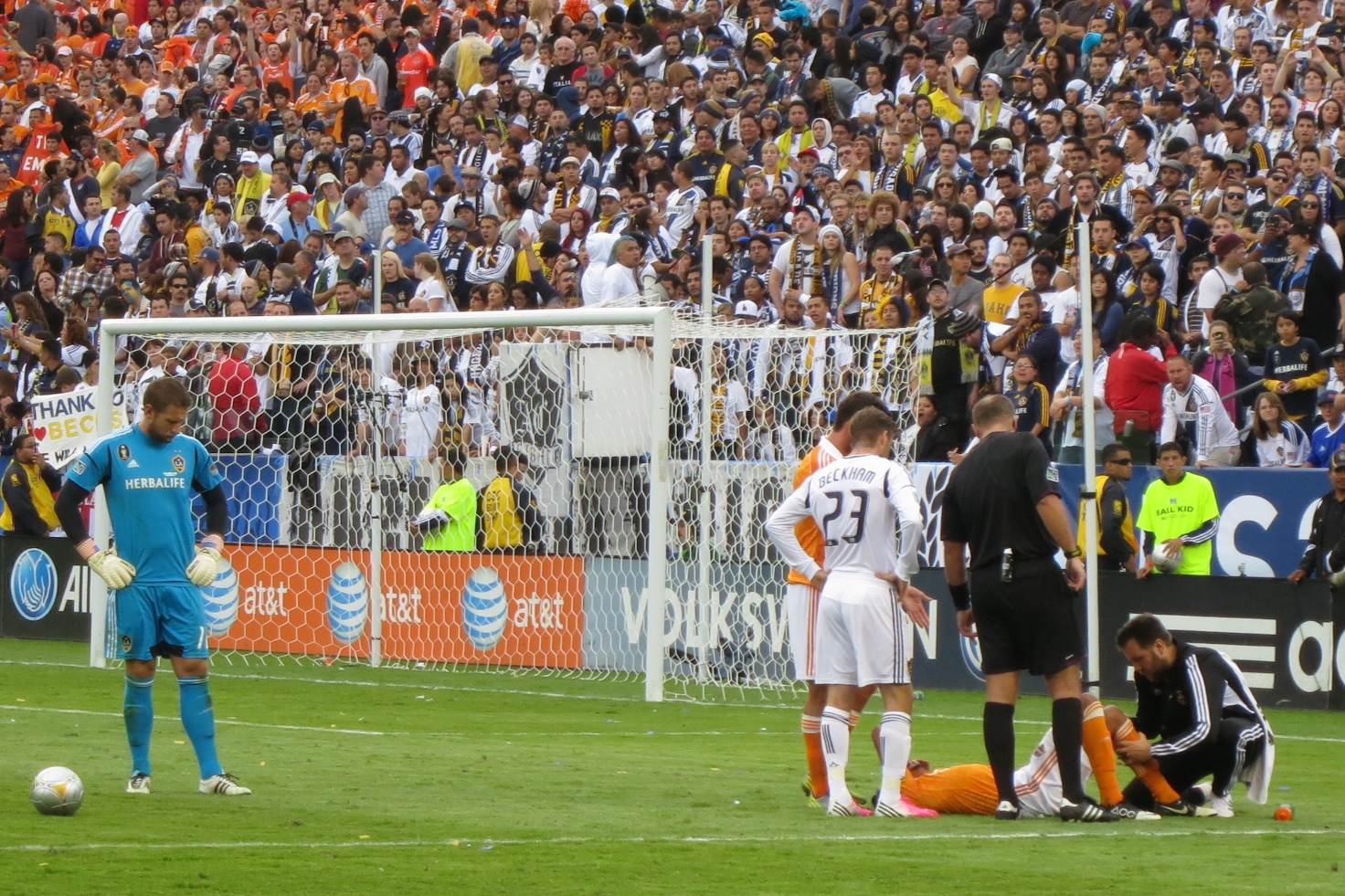
Calen Carr finge una lesión en la final de la MLS Cup de 2012.

 Jugaron sus primeros 7 partidos de la temporada regular 2012. El nuevo estadio del Houston terminó su construcción y se inauguró el 12 de mayo de 2012. Empezaron la temporada ganando su primeros dos partido ante Chivas USA y San José pero en sus siguientes partidos solo llegaron a tener un total de 8 puntos en toda la temporada.
Después que su estadio estaba listo, el BBVA Compass Stadium, el Houston venció al D.C. United gracias a que Brad Davis jugó un excelente  partido anotando un gol ante 22,039 personas en las tribunas y esto marco el principio de una gran temporada llena de victorias. La temporada del Houston tuvo subidas y bajadas y cambiaron de formación de 4-4-2 a 4-3-3 gracias a su director técnico Dominic Kinnear. Sin tomar en cuenta a su defensa central Geoff Cameron que se cambió al equipo Stoke City a mitad de temporada el Dinamo fue invicto con un récord de 5-0-2, con su capitán Brad Davis, sus nuevos fichajes Calen Carr, Macoumba Kandji, Oscar Boniek García y Will Bruin como el nuevo goleador que logró llevar al equipo a anotar 12 goles en la temporada.
En los playoffs el Houston viajó a Chicago para jugar en contra de Chicago Fire en las ronda de Wild Card. Con 2 goles a favor de Will Bruin el equipo terminó el partido con una victoria contra el Chicago. Después se enfrentaron contra Sporting Kansas en la semifinal que se jugó a 2 partidos. Con goles de Adam Moffat y Will Bruin ante 20,689 seguidores en el BBVA Compass Stadium, Houston siguió su invicto de 29 partidos en sus competencias.
El Dynamo avanzó para jugar contra D.C. United en la final del este con el primera partido que fue jugado en Houston que El Naranja ganó con goles de Andre Hainault, Will Bruin, y Kofi Sarkodie ante de 22,101 espectadores. En el segundo partidos anotó gol Oscar Boniek García y terminaron en empate en un partido complicado el cual le dio su pase directo en segundo lugar para la Copa MLS para jugar contra el Galaxy. Durante la temporada del 2012 Houston logró quedar invicto en su cancha.

## Símbolos

### Escudo
Los colores oficiales del escudo de Houston son el anaranjado, el negro y detalles en celeste. La estrella en el escudo es una adopción, probablemente un guiño a la bandera de Houston, Texas o al concepto de escudo "Houston 1836". También conserva el balón de fútbol con la estrella en el medio del escudo "1836", a través de una sombreada línea delgada celeste. Con el triunfo de la Copa MLS 2006, se agregó una estrella sobre el escudo en 2008, después de usar el scudetto en 2007. Desde que ganaron la Copa MLS nuevamente en 2007, usaron el scudetto por segundo año consecutivo en 2008. En consecuencia, una estrella requerida se agregó al escudo en 2009 por la victoria de la liga estadounidense de 2007.

### Nombre
Houston anunció el nombre "Dynamo", el 7 de marzo de 2006, que se refiere a la economía industrial basada en la energía de Houston, así como a un anterior equipo de fútbol de Houston, el Houston Dinamos. La razón oficial del nombre es que "Dynamo es una palabra para describir a alguien que nunca se fatiga, que nunca se rinde. El nombre simboliza a Houston como una ciudad enérgica, trabajadora y que asume riesgos".  El nombre "Dynamo" también es un homenaje a los equipos con sede en Europa del Este y la antigua Unión Soviética, como: Berliner Fussballclub Dynamo, Dinamo București, Dinamo Zagreb, Dynamo Kiev, Dinamo Tbilisi, entre otros.
Originalmente, el 25 de enero de 2006, el equipo había anunciado que Houston 1836 sería el nombre del equipo. Esto siguió a una encuesta en línea para que los fanáticos brindaran sugerencias para el nombre. Según MLS & AEG, quienes eligieron el nombre, el nombre de 1836 se refería al año en que la ciudad de Houston fue fundada por los hermanos Augustus Chapman Allen y John Kirby Allen. Sin embargo, el nombre había percibido una ambigüedad, ya que también es el año de la independencia de Texas de México. El escudo de Houston 1836 presentaba una silueta del general Sam Houston, una de las figuras históricas más famosas de Houston y Texas. La elección de Houston 1836 pronto se convirtió en un tema político. Causó furor entre varios norteamericanos de ascendencia hispana, un público de importante objetivo, que relató 1836 con la guerra por la independencia de Texas. Debido a las protestas de los aficionados latinoamericanos, el nombre se cambió a Dynamo. Desde entonces, MLS no ha permitido ninguna encuesta en línea para renombrar equipos de expansión.

### Mascota
En 2007, el Houston Dynamo comenzó la búsqueda para una mascota pidiendo que los miembros del Instituto de Arte de Houston postularan dibujos de los cuales seleccionaron varios finalistas y una mascota oficial sería decidida con una encuesta en línea, tanto para el diseño de la mascota como el nombre.
El diseño ganador, creado por Eric Hulsey y Leslie López, es un «zorro» de color anaranjado conocido como «"Dynamo Diesel"». El zorro era un triunfo con el público cuando lo revelaron en el zoológico de Houston en abril de 2007. Inmediatamente, Diésel comenzó a trabajar junto a la comercialización del Houston Dynamo y sus programas comunitarios. La mascota no solo está presente en los partidos, animando al equipo, sino que también participa junto a las animadoras del Houston ayudando a promover la organización a la ciudad.

## Indumentaria
- Marca deportiva actual: Adidas.
- Uniforme titular: Camiseta anaranjada, pantaloneta anaranjada y medias anaranjadas.
- Uniforme alternativo: Camiseta negra con detalles anaranjados, pantaloneta negra y medias negra

| Primero | (Ver evolución) | Actual |

### Proveedores y patrocinadores
| Período   | Proveedor | Patrocinador (pecho) | Rama              | Patrocinador (manga)   | Rama      |
| --------- | --------- | -------------------- | ----------------- | ---------------------- | --------- |
| 2006–2007 | Adidas    | ——                   | ——                | Ninguno                | Ninguno   |
| 2007–2010 | Adidas    | Amigo Energy         | Electricidad      | Ninguno                | Ninguno   |
| 2011–2012 | Adidas    | Greenstar            | ——                | Ninguno                | Ninguno   |
| 2013      | Adidas    | ——                   | ——                | Ninguno                | Ninguno   |
| 2014–2017 | Adidas    | BHP Billiton         | Metales y Minería | Ninguno                | Ninguno   |
| 2018      | Adidas    | ——                   | ——                | Ninguno                | Ninguno   |
| 2019–     | Adidas    | MD Anderson          | Especialista      | Kroger (2020—presente) | Minorista |

## Instalaciones

### Estadio
El Shell Energy Stadium (anteriormente portando el nombre de los patrocinadores BBVA Compass, BBVA y PNC) ha sido la casa del Houston Dynamo desde que abrió sus puertas en la temporada 2012. Desde su fundación, el club jugaba sus encuentros en el Estadio Robertson de la Universidad de Houston.

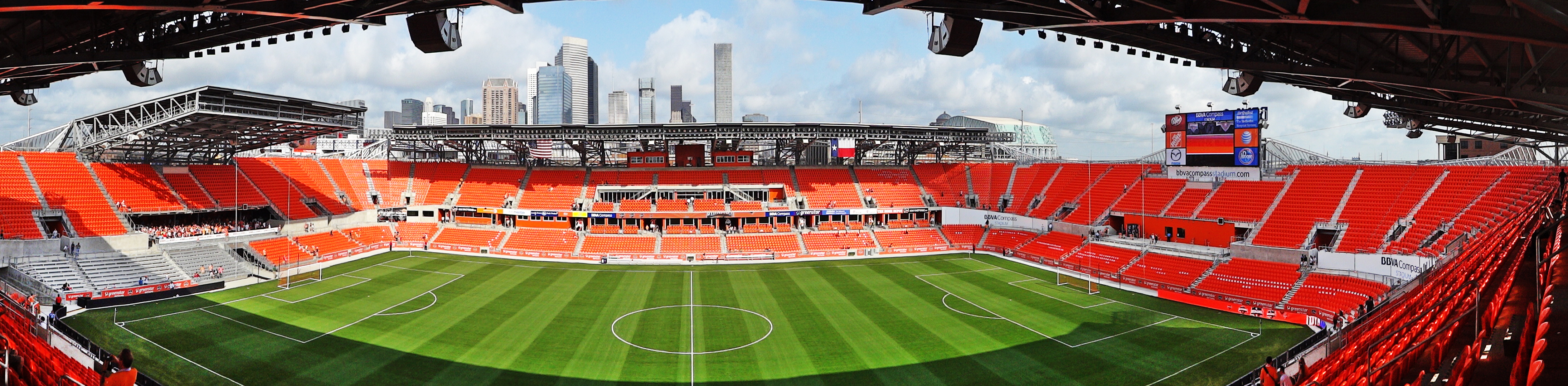
Panorámica del Estadio BBVA Compass durante su primera temporada.

### Instalaciones deportivas
El Houston Sports Park es el centro de entrenamiento y la sede de la academia del club de fútbol estadounidense Houston Dynamo, está ubicado al sur de la ciudad espacial, y reemplazó al Complejo Internacional Carl Lewis de la Universidad de Houston como el campo de entrenamiento del club en 2011. La construcción del complejo comenzó en 2010, el primer equipo se trasladó en el 2011 y el edificio principal fue abierto en el 2012.

## Datos del club
- Temporadas en MLS: 18: (2006 - presente).
- mayor goleada conseguida:
  - En campeonatos nacionales: Houston Dynamo 5 - 0 FC Dallas (12 de marzo de 2016), Houston Dynamo 5 - 0 Portland Timbers (20 de agosto de 2023).
  - En torneos internacionales: Houston Dynamo 5 - 1 Árabe Unido (22 de septiembre de 2009), Houston Dynamo 4-0 Atlante (12 de julio de 2008).
- mayor goleada encajada:
  - En campeonatos nacionales: Philadelphia Union 6-0 Houston Dynamo (30 de julio de 2022).
  - En torneos internacionales: Pachuca 5 - 2 Houston Dymano (5 de abril de 2007).
  - En torneos amistosos: Gamba Osaka 6-1 Houston Dynamo (23 de febrero de 2008).
- Mejor puesto en la liga: 2.º / 1.º oeste (2008).
- Peor puesto en la liga: 25.º / 13.º oeste (2021).
- Máximo goleador:  Brian Ching (69).[9]
- Portero menos goleado:  Pat Onstad
- Más partidos disputados:  Brad Davis (328).[9]
- Primer partido en campeonatos nacionales: Houston Dynamo 5 - 2 Colorado Rapids (2006, Robertson Stadium)
- Primer partido en torneos internacionales oficiales: Puntarenas FC 1 - 0 Houston Dynamo (2007, Estadio Lito Pérez)
- Participaciones en torneos internacionales oficiales (12):
  - Liga de Campeones de la Concacaf (7): 2007, 2008, 2008-09, 2009-10, 2012-13, 2013-14, 2019.
  - Leagues Cup (2): 2019, 2023.
  - SuperLiga Norteamericana (3): 2007, 2008, 2010.

## Jugadores
| Máximos goleadores | Máximos goleadores | Máximos goleadores | Más partidos disputados | Más partidos disputados | Más partidos disputados | Más temporadas disputadas | Más temporadas disputadas | Más temporadas disputadas |
| ------------------ | ------------------ | ------------------ | ----------------------- | ----------------------- | ----------------------- | ------------------------- | ------------------------- | ------------------------- |
| 1.                 | Brian Ching        | 69 goles           | 1.                      | Brad Davis              | 327 partidos            | 1.                        | Ricardo Clark             | 10 años                   |
| 2.                 | Mauro Manotas      | 64 goles           | 2.                      | Ricardo Clark           | 302 partidos            | 1.                        | Brad Davis                | 10 años                   |
| 3.                 | Will Bruin         | 57 goles           | 3.                      | Óscar Boniek García     | 266 partidos            | 1.                        | Tyler Deric               | 10 años                   |
| 4.                 | Brad Davis         | 45 goles           | 4.                      | Corey Ashe              | 262 partidos            | 1.                        | Óscar Boniek García       | 10 años                   |
| 5.                 | Alberth Elis       | 35 goles           | 5.                      | Bobby Boswell           | 233 partidos            | 2.                        | Corey Ashe                | 9 años                    |
| Ver lista completa | Ver lista completa | Ver lista completa | Ver lista completa      | Ver lista completa      | Ver lista completa      | Ver lista completa        | Ver lista completa        | Ver lista completa        |

- Nota:En negrita los jugadores aún activos en el club.

### Jugadores internacionales
| Selección                                        | Categoría | # | Jugador(es)            |
| ------------------------------------------------ | --------- | - | ---------------------- |
| Australia                                        | Absoluta  | 1 | Brad Smith             |
| Dinamarca                                        | Absoluta  | 1 | Erik Sviatchenko       |
| Eslovaquia                                       | Absoluta  | 1 | Ján Greguš             |
| México                                           | Absoluta  | 1 | Héctor Herrera         |
| Panamá                                           | Absoluta  | 1 | Adalberto Carrasquilla |
| Paraguay                                         | Absoluta  | 1 | Sebastián Ferreira     |
| Polonia                                          | Absoluta  | 1 | Sebastian Kowalczyk    |
| República Dominicana                             | Absoluta  | 1 | Xavier Valdez          |
| Venezuela                                        | Absoluta  | 1 | Júnior Moreno          |
| *Datos actualizados el 26 de septiembre de 2024. |           |   |                        |

## Entrenadores

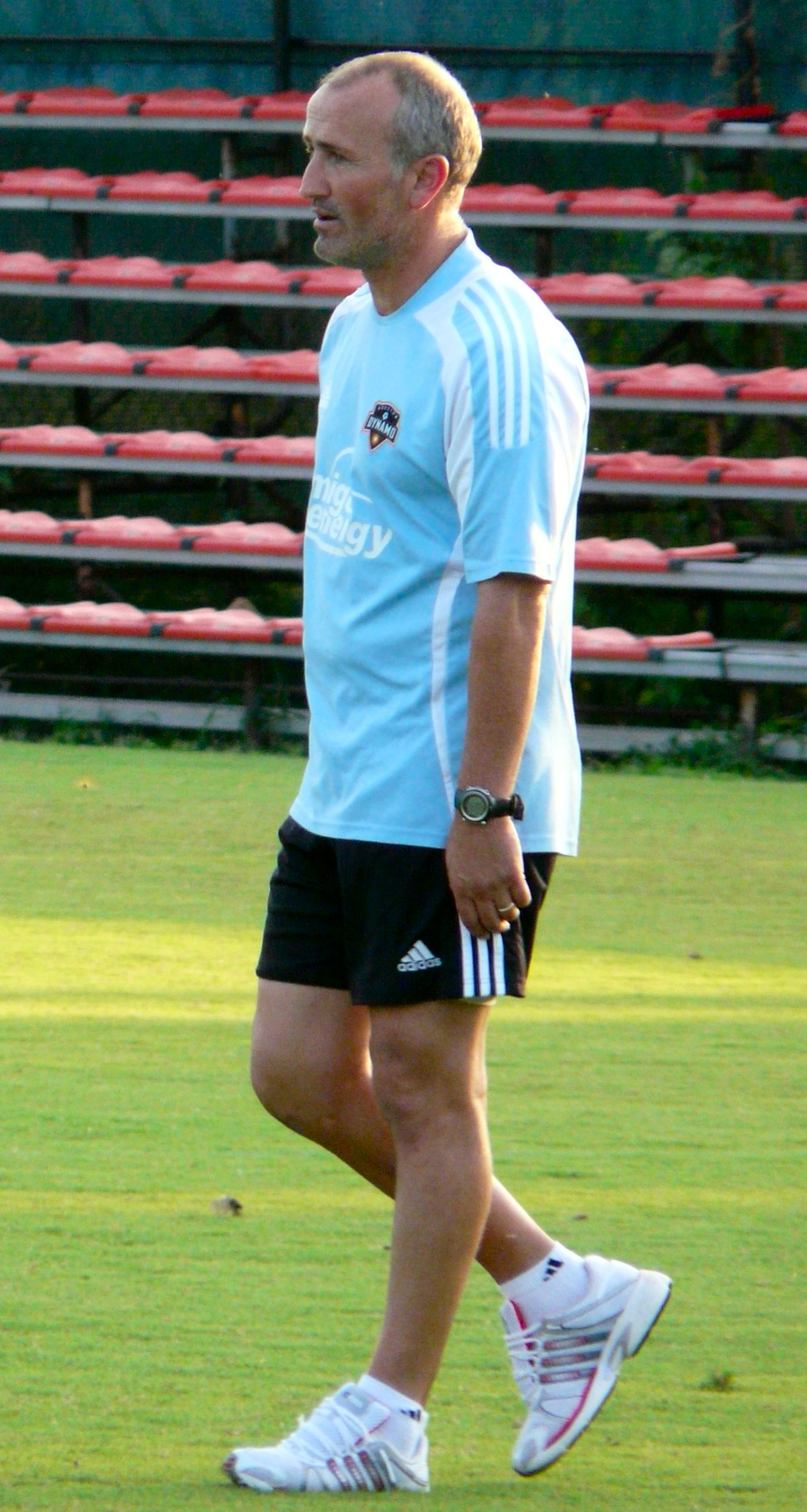
Dominic Kinnear, el entrenador más exitoso en la historia del club.

| Nombre          | Periodo                                          |
| --------------- | ------------------------------------------------ |
| Dominic Kinnear | 16 de diciembre de 2005 – 25 de octubre de 2014  |
| Owen Coyle      | 9 de diciembre de 2014 – 25 de mayo de 2016      |
| Wade Barrett    | 28 de mayo de 2016 – 26 de octubre de 2016       |
| Wilmer Cabrera  | 28 de octubre de 2016 – 13 de agosto de 2019     |
| Davy Arnaud     | 14 de agosto de 2019 – 24 de octubre de 2019     |
| Tab Ramos       | 25 de octubre de 2019 – 4 de noviembre de 2021   |
| Paulo Nagamura  | 3 de enero de 2022 - 5 de septiembre de 2022     |
| Kenny Bundy     | 5 de septiembre de 2022 - 8 de noviembre de 2022 |
| Ben Olsen       | 8 de noviembre de 2022 - presente                |

## Palmarés

### Torneos nacionales
- Major League Soccer (2): 2006, 2007.
- U.S. Open Cup (2): 2018, 2023.
- Subcampeón de la MLS Cup (2): 2011, 2012.